# راسيل س. ديفيس
راسيل س. ديفيس (بالإنجليزية: Russell C. Davis)‏ هو ضابط ومحامي أمريكي، ولد في 22 أكتوبر 1938 في توسكيجي في الولايات المتحدة.